# Santa María de la Alameda
Santa María de la Alameda és un municipi de la Comunitat de Madrid. Limita a l'oest amb Valdemaqueda, al sud amb Robledo de Chavela, a l'est amb San Lorenzo de El Escorial i al nord amb la província d'Àvila.

## Història
Va tenir molt forta implicancó comunera, dient-se que 60 persones van ser condemnades per aquesta raó. Aquí va estar un dels campaments de picapedrers per a aixecar el monestir de San Lorenzo del Escorial. Fins a l'arribada del ferrocarril, en 1863, que el seu pont salva el riu Cofio a través d'un extraordinari paratge, la falta de comunicacions era un problema endèmic. Ara, en l'entorn de l'estació ha sorgit el nucli principal del poble i diverses urbanitzacions. El veritable poble de Santa María de la Alameda es troba a uns quants quilòmetres al Nord del Barri de L'Estació, on es pot notar l'acció del temps. A més, posseïx les entitats de La Paradilla, Las Herreraes, La Hoyaa, Robledondo, Navalespino i El Pimpollar.